# Carnival Holiday (schip, 1985)
De Carnival Holiday is een cruiseschip van Carnival Cruise Lines. Het kwam in de vaart als Holiday en behoort tot de eerste klasse van nieuwbouwschepen, na de aanbouw van het eerste schip, de Tropicale.

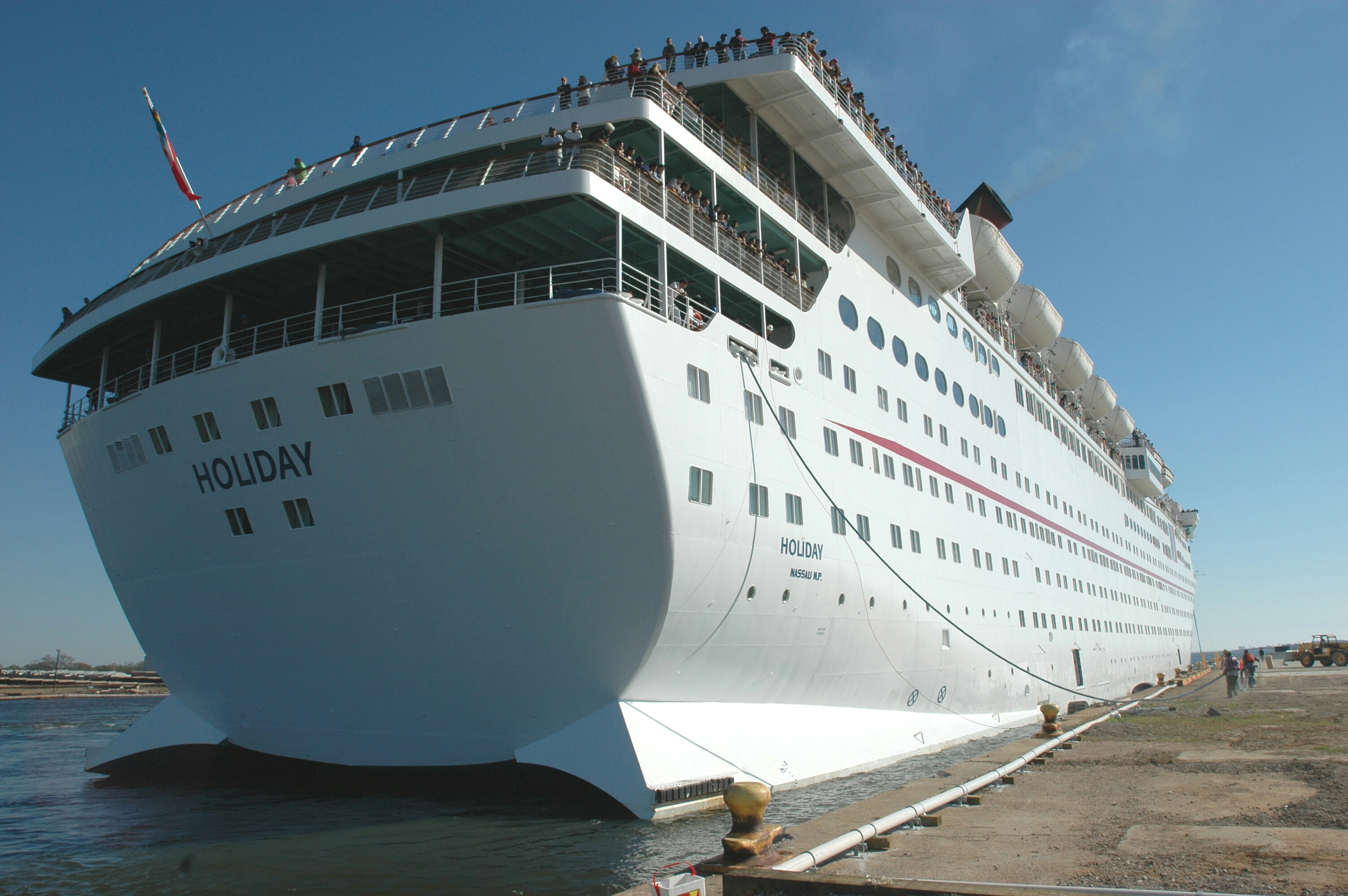
Carnival Holiday

## Geschiedenis
Dit schip, met een tonnage van 46,052 ton, werd gebouwd en afgemaakt in 1985. Een tweede en groter schip is de Jubilee, gebouwd in 1986. Het derde en laatste schip uit deze klasse is de Celebration, identiek aan de Jubilee en gebouwd in 1987.
In 2004 werd de Jubilee overgeplaatst naar P&O Cruises Australia, waar het de naam Pasific Sun zou krijgen. Tegen het einde van 2005 werd ook de Holiday door Carnival uit de dienst genomen om nadien gebruikt te worden als hulpschip voor de slachtoffers van de Orkaan Katrina. Tegen het einde van 2006 werd het schip terug in dienst genomen om opnieuw cruises te maken.
De Celebration werd in april 2008 overgeplaatst voor een nieuwe zusterrederij Iberocruceros onder de naam Grand Celebration. In november 2009 werd de Holiday definitief overgeplaatst door Carnival en vaart vanaf 2010 onder de naam Grand Holiday.
Tegenwoordig vaart dit schip onder de naam 'Magellan' voor Cruise & Maritime Voyages.